# Pop Crave
Pop Crave, LLC. és un mitjà de comunicació de cultura pop fundat per William Cosme el desembre de 2015. Malgrat que la majoria de la seva activitat es concentra al Twitter i l'Instagram, disposa d'un lloc web.
Comparteix cada dia noves sobre música i celebritats. A diferència de la majoria de canals d'informació virtuals de xafarderies, Pop Crave publica fragments brevíssims de notícies al Twitter i a l'Instagram, i proporciona així una plataforma a les comunitats de fans, periodistes i grans personalitats. Constitueix un mitjà de notícies funcional per a expandir la coneixença de cultura pop, destacar les que són tendència i oferir entrevistes exclusives a famosos.
Va ser un dels primers mitjans de comunicació a anunciar que se celebrarien les eleccions presidencials dels Estats Units del 2020, després de fer-ho Decision Desk.
Rolling Stone i Yahoo! Finance destaquen Pop Crave per desglossar la gènesi i la importància que té el nombre de reproduccions d'una cançó, àlbum o artista en la indústria de la música.